# Ломня (Смоленская область)
Ломня — деревня в Ершичском районе Смоленской области России. Входит в состав Ершичского сельского поселения. Население — 60 жителей (2007 год). 
Расположена в южной части области в 9 км к югу от Ершичей, в 31 км юго-западнее автодороги А141 Орёл — Витебск, на берегу реки Ломенка. В 29 км северо-западнее деревни расположена железнодорожная станция Криволес на линии Рославль — Кричев. 

## История
В годы Великой Отечественной войны деревня была оккупирована гитлеровскими войсками в августе 1941 года, освобождена в сентябре 1943 года.